# Avanzada Nacional
Avanzada Nacional (AN) fue un partido político chileno de extrema derecha de corte fascista, nacionalista y pinochetista que apoyó a la dictadura encabezada por Augusto Pinochet. Tuvo existencia legal entre enero de 1988 y julio de 1990.

## Historia

### Orígenes y rol en la dictadura militar

Escudo del partido, y de la revista Avanzada.

Fue fundado el 9 de septiembre de 1983 por miembros de la Central Nacional de Informaciones (CNI), civiles que apoyaban abiertamente a la dictadura militar liderada por el general Augusto Pinochet y el ala más nacionalista del Partido Nacional (PN). Su lanzamiento oficial ocurrió en dicha fecha por coincidir a 3 días del décimo aniversario del golpe de Estado, durante una marcha que fue organizada por el gobierno al frente de La Moneda, y el 10 de septiembre tuvo su primer acto oficial que fue transmitido por TVN, lo que provocó protestas del gremialismo y los medios afines al régimen. El grupo fue originalmente fundado por el agente de la DINA Guido Poli Garaycochea, quien en 1976 había fundado la revista Avanzada de orientación nacionalista y militarista, apoyado por Sergio Miranda Carrington, Juan Antonio Widow y Osvaldo Lira. En 1982 el líder fascista rumano Horia Sima que estaba de visita en el país les sugirió que fundaran un partido que aglutinara a los pinochetistas para el futuro del régimen. Con esto Guido Poli se contacto con Álvaro Corbalán y Manuel Contreras para crear un movimiento político, algo que aceptaron a mediados de 1983.
En diciembre de 1985, Álvaro Corbalán junto a Humberto Gordon acordaron que el partido recibiría el apoyo de la dictadura para que esta la apoyara en gestiones políticas, para esto el partido consiguió más de 260.000 firmas (de manera fraudulenta) que se les fue entregadas en La Moneda a Pinochet en gesto de apoyo al mandatario por parte de esta.
Este partido ocupó diversos cargos durante la dictadura militar, entre ellos más de 70 alcaldías. Empero, los cargos de primera línea fueron ocupados por personeros de la derecha neoliberal (próximos a Renovación Nacional y la Unión Demócrata Independiente y cercanos a la derecha económica de los empresarios), quienes siempre trataron de desplazar a la derecha nacionalista porque ésta no estaba de acuerdo con las políticas económicas de corte neoliberal de los Chicago Boys (que militaban preferentemente en la UDI y en menor medida en RN).
Entre sus militantes estuvieron el jurista y profesor de Derecho Pablo Rodríguez Grez, el abogado y académico de la Universidad de Chile Carlos Cruz-Coke Ossa, Álvaro Corbalán (exagente de la CNI hoy preso por varios crímenes durante la dictadura), Sergio Melnick, Benjamín Matte Guzmán, los cantantes Juan Antonio Labra y Antonio Zabaleta, la locutora Gina Zuanic, el músico Pedro Messone, Jorge Arturo Prat Alemparte, Jaime Bulnes Sanfuentes, Sergio Miranda Carrington, entre otros. El presidente de la Juventud de Avanzada Nacional era Patricio Hidalgo Marín, que sería candidato a diputado por Las Condes en 1989. La mayoría de los miembros del Movimiento de Acción Nacional —surgido en octubre de 1983— terminaron incorporándose en Avanzada Nacional.
Su medio oficial fue la revista Avanzada, publicada entre septiembre de 1976 y 1989.

### Elecciones y desaparición

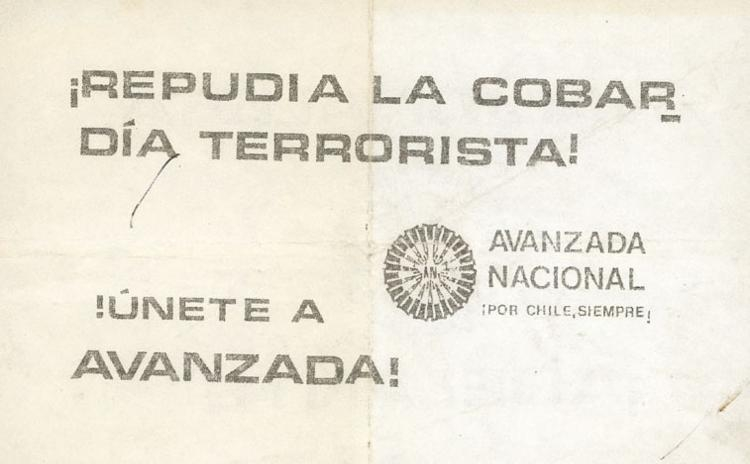
Folleto de Avanzada Nacional.

La escritura de constitución del partido se firmó el 15 de abril de 1987, y el Servicio Electoral ordenó su publicación en el Diario Oficial el 29 de mayo de 1987. Finalmente, por Resolución O-56 del 29 de enero de 1988, el Servicio Electoral inscribió oficialmente el partido.
En el plebiscito de 1988 apoyó la opción Sí. El 24 de octubre de 1988 fundó la Alianza Unitaria Nacional (AUN) junto al Partido del Sur, el Partido Socialdemócrata, el Gran Frente Cívico de Chile, el Partido Liberal Demócrata, el Movimiento Independiente de Centro y Mujeres Independientes de Chile; dos días después formó junto al Partido Nacional por el Sí, el Partido Socialdemócrata, la Democracia Radical, el Partido Democrático de Chile, el Partido Liberal Demócrata, el Centro Democrático Libre, los Comités Cívicos, el Gran Frente Cívico de Chile, el Movimiento de Independientes de Centro, el Frente Nacional de Profesionales e Intelectuales, y el Movimiento de Unidad Social Cristiana, la Confederación Democrática (CODE), de muy corta existencia y que desapareció en 1989 durante las negociaciones para las candidaturas parlamentarias de dicho año.
En las elecciones de 1989, realizó el pacto electoral "Alianza de Centro" con otro partido oficialista, Democracia Radical, pese al cual no logró elegir diputados ni senadores. Por los resultados electorales el partido entró en causal de cancelación de su existencia legal, pero ello se subsanó con la fusión con sus socios de coalición y otros partidos menores.
El 17 de julio de 1990 se fusionó con los partidos Nacional y Democracia Radical para formar el partido Democracia Nacional de Centro, que cambió su nombre a Partido Nacional en 1991.

### Fallida reinscripción
Según lo informado en junio de 2012 por el diario El Mercurio, el 21 de mayo de ese año se comenzaron a recolectar las firmas para reinscribir a Avanzada Nacional como partido político, cuyo ideario implica una lealtad incondicional al gobierno de las Fuerzas Armadas. Hasta la fecha decían llevar alrededor de 20 mil firmas recolectadas.
En julio de 2013 la directiva del partido anunció que la reinscripción del partido ante el Servicio Electoral de Chile se aplazaría hasta 2014. Sin embargo, el entonces presidente de Avanzada Nacional, Roberto Francesconi Riquelme, presentó de todas formas una candidatura a diputado por el distrito 45, en calidad de independiente.

## Emblemas
El partido tenía como emblema la escarapela nacional chilena de tres colores (rojo, blanco y azul) en cuyo centro aparecía la sigla del partido: AN.
Asimismo, tenía un himno autoría de Willy Bascuñán, cuya letra decía:
Avanzada, por la patria,

siempre alerta, siempre fiel

Un clarín desde el pasado

electriza nuestra piel.
Avanzada, desde el tiempo,

ya la historia nos contó

que luchando nuestros muertos,

dieron vida a esta nación.
Vamos que hoy tenemos un deber,

un legado que cuidar y amar.

Un futuro que mañana

nuestros hijos poblarán
Vamos cierra filas junto a mí

canta que se escuche nuestra voz

que la patria en avanzada

marcha en nuestro corazón

## Presidentes
| Presidente                     | Inicio                  | Término                 |
| ------------------------------ | ----------------------- | ----------------------- |
| Benjamín Jorge Matte Guzmán    | 15 de abril de 1987     | 18 de julio de 1988     |
| Sergio Miranda Carrington      | 18 de julio de 1988     | 3 de agosto de 1989     |
| Álvaro Julio Corbalán Castilla | 3 de agosto de 1989     | 23 de noviembre de 1989 |
| Sergio Miranda Carrington      | 23 de noviembre de 1989 | Enero de 1990           |

## Resultados electorales

### Elecciones parlamentarias
|  | 0,85 % |

|  | 0,01 % |